# География «Одиссеи»
География событий в основном последовательном повествовании «Одиссеи» (исключая рассказы о приключениях Одиссея) охватывает Пелопоннес и Ионические острова (Итаку и её соседей). Случайные упоминания о Трое, Финикии, Египте и Крите указывают на географические знания, равные или, возможно, чуть более обширные, чем в «Илиаде». Однако исследователи, как древние, так и современные, расходятся во мнениях относительно того, были ли реальны какие-либо из мест, посещённых Одиссеем (после Исмары и до его возвращения на Итаку).
Географ Страбон в числе многих других был настроен весьма скептически: так он в своей «Географии» процитировал слова географа Эратосфена, относящиеся к концу III века до н. э.: «Можно найти местность, где странствовал Одиссей, если найдёшь кожевника, который сшил мешок для ветров».

## География путешествия Телемаха
География путешествия Телемаха в Пилос и Спарту ныне не вызывает споров. Местоположение Пилоса Нестора было обсуждаемым в древности: города под названием Пилос существовали в Элиде, Трифилии и Месинии, каждый из которых претендовал на то, чтобы быть городом Нестора. Страбон, ссылаясь на более ранних авторов, утверждал, что Гомер имел в виду трифилийский Пилос. Современная наука, однако, обычно помещает Пилос Нестора в Месинию. Обнаружение микенских руин на месте раскопок археологического объекта, известного как Дворец Нестора, значительно укрепило эту точку зрения. Таблички с линейным письмом Б, найденные в этом месте, указывают на то, что его обитатели называли это место Пу-ро («Пилос»).

## Идентификация Итаки и соседних островов
Географические ссылки в «Одиссее» на Итаку и соседние с ней острова кажутся запутанными и вызывали множество научных споров, начиная с древних времён. Итака Одиссея обычно отождествляется с островом, традиционно называвшемся Тиаки и ныне официально переименованным в Итаку, но некоторые учёные утверждают, что Итакой Одиссея на самом деле является Лефкас, а другие отождествляют её со всей или частью Кефалинии. Роберт Биттлстоун в своей книге 2005 года «Одиссей несвязанный» отождествил полуостров Палики на Кефалинии с гомеровской Итакой.

## География путешествий Одиссея
География «Апологи» (сказания о путешествиях Одиссея, поведанного им самим феакам, составляющего песни с 9-й по 12-ю «Одиссеи») и местоположение собственного острова феаков (Схерии) ставит перед исследователями совершенно иные проблемы, чем те, с которыми они сталкивались при отождествлении Трои, Микен, Пилоса и Итаки:
- Названия мест и народов, которые Одиссей посещал или утверждал, что посещал, не упоминаются ни в качестве исторических, ни в качестве современных данных ни в одном античном источнике, независимом от «Одиссеи».
- То, что происходит с Одиссеем в этих местах, согласно его повествованию, относится к области сверхъестественного или фантастического (что не относится в той же степени к остальной части «Одиссеи»)
- Можно усомниться в том, что рассказ Одиссея в рамках общего повествования о нём самом, должен восприниматься как истинный.
- Невозможность знать, представлял ли поэт места на маршруте Одиссея и маршрут от одного места к другому как реальные.
- Если эти места считать реальными, то последствия береговой эрозии, заиливания и других геологических изменений на протяжении тысячелетий могут изменить ландшафт и морской ландшафт до такой степени, что идентификация мест Одиссея может быть чрезвычайно затруднена.

По этим причинам мнения более поздних исследователей и учёных о географии путешествий Одиссея сильно различаются. Неоднократно утверждалось, что каждый последовательный выход героя на сушу и соединяющие их маршруты реальны и могут быть нанесены на карту. Но с такой же убеждённостью утверждалось, что они не существуют в реальном мире и никогда не могут быть нанесены на карту.

### Древние идентификации
Античные источники дают множество интерпретаций странствий Одиссея, со сложным диапазоном традиций, которые влияют друг на друга по-разному. Выделяются две доминирующие тенденции. Одна из них относится к эвгемерическим рассказам, которые переписывали мифические истории без их фантастических элементов и часто рассматривались как восстанавливающие «исторические» записи. Другая отражает условности фундаментальных мифов, в соответствии с которыми истории о городе или учреждении, основанных в ходе путешествий Одиссея, часто приобретали политическое значение.
Некоторые идентификации являются общими для обеих тенденций. Основные различия между ними заключаются в том, как эти отождествления передавались из поколения в поколение, и в том, как они использовались. Самыми стандартными отождествлениями, которые редко оспариваются в античных источниках, являются:
- Сицилия как земля циклопов[5][6]
- Сицилия как земля лестригонов[6]
- один или несколько из Липарских островов у северного побережья Сицилии как остров Эола[7]
- Керкира, остров у западного побережья Греции и Албании, как Схерия, остров феаков[8]
- Современный остров Гоцо (Мальта) как родной остров нимфы Калипсо[9][10]